# Vampire (bài hát của Olivia Rodrigo)
"Vampire" (nhan đề gốc là vampire) là một bài hát của nữ ca sĩ kiêm nhạc sĩ người Mỹ Olivia Rodrigo trích từ album phòng thu thứ hai Guts, được phát hành bởi Geffen Records dưới dạng đĩa đơn chủ đạo vào ngày 30 tháng 6 năm 2023. Ca khúc do Rodrigo và Dan Nigro sáng tác và cùng đồng sản xuất cho bài hát. Mang đậm chất liệu pop rock, bài hát được đặc trưng bởi những nốt dương cầm và những nhạc cụ nhạc rock bao gồm có guitar điện, synthesizer và tiếng trống được lập trình. Video âm nhạc của "Vampire" do Petra Collins làm đạo diễn cũng được phát hành cùng ngày với đĩa đơn.
"Vampire" đa số đón nhận nhiều lời tán dương từ các nhà phê bình âm nhạc, phần lớn họ đánh giá cao lời bài hát và chủ đề của những lời ca trong ca khúc. Sau khi phát hành đĩa đơn, ca khúc đã ngay lập tức đứng ở vị trí quán quân trên các bảng xếp hạng tại Úc, Canada, Ireland, New Zealand và Hoa Kỳ, trở thành đĩa đơn thứ ba của Rodrigo đứng đầu bảng xếp hạng ở cả 6 quốc gia. "Vampire" cũng ra mắt ở vị trí á quân trên bảng xếp hạng UK Singles của Vương quốc Anh và giữ nguyên vị trí đó trong bốn tuần liên tiếp. Ngoài ra, bài hát đã lọt vào top 10 ở các bảng xếp hạng tại Áo, Đức, Hy Lạp, Iceland, Latvia, Luxembourg, Malaysia, Hà Lan, Na Uy, Philippines, Singapore, Vương quốc Anh và Việt Nam.

## Bối cảnh và phát hành
Rodrigo chia sẻ về ca khúc "Vampire, Uproxx
Vào đầu tháng 1 năm 2021, Olivia Rodrigo phát hành đĩa đơn đầu tay "Drivers License" do cô và Dan Nigro cùng nhau đồng sáng tác và sản xuất, đĩa đơn sau đó đã gặt hái được nhiều thành công rực rỡ về mặt thương mại. Trở thành một trong những đĩa đơn quán quân có thời gian thống trị lâu nhất trong lịch sử bảng xếp hạng Hoa Kỳ. Album phòng thu đầu tay của cô Sour, được phát hành vào tháng 5 năm 2021 cũng nhận được nhiều phản hồi tích cực từ phía giới phê bình âm nhạc. Album đã hỗ trợ thêm ba đĩa đơn mới lọt vào top 10 trên bảng xếp hạng Billboard Hot 100 của Hoa Kỳ, trong số đó có đĩa đơn "Good 4 U" đạt vị trí đầu bảng. Trong một bài phỏng vấn với tạp chí Clash vào tháng 8 năm 2021, Rodrigo mô tả album phòng thu thứ hai của cô "có thể sẽ [vui vẻ] hơn nhiều" so với album tiền nhiệm. Cô cũng xác nhận việc đặt nhan đề cho album thứ hai và đã chuẩn bị sẵn một số bài hát cho album. Vào cuối năm 2021, Rodrigo hé lộ về việc đang sáng tác về một sản phẩm mới cùng với Nigro. Vào tháng 4 năm 2022, cô đã tiết lộ thêm về mục tiêu "hoàn thành album" trước khi bắt đầu tổ chức chuyến lưu diễn Sour Tour. Cuối năm đó, Rodrigo xác nhận về album sẽ được phát hành vào năm 2023.
Vào ngày 2 tháng 6 năm 2023, trang web chính thức của Rodrigo được cập nhật với biểu thị đồng hồ hẹn giờ được đếm ngược cho đến ngày 30 tháng 6. Vào ngày 13 tháng 6, cô xác nhận ca khúc mang tên "Vampire" sẽ là đĩa đơn chủ đạo trong album thứ hai của cô đồng thời công bố ảnh bìa và ngày phát hành cho đĩa đơn là vào ngày 30 tháng 6. Các định dạng đĩa đơn 7-inch và CD phiên bản giới hạn kèm theo bản thử nghiệm của bài hát cũng được cung cấp sẵn để đặt trước cũng như trên các nền tảng kỹ thuật số. Một thông cáo báo chí cũng được phát hành ngay sau đó, trong đó mô tả bài hát có âm thanh rõ nét và thể hiện rõ nỗi khổ của người nghệ sĩ khi phải chịu trách nhiệm cho sự ngu ngốc của bản thân. Rodrigo nói với tạp chí Billboard rằng cô coi bài hát chính là "phiên bản của cô trong một vở kịch nhạc rock". Cô trả lời bài hát được chọn làm đĩa đơn chính cho album Guts bởi vì ca khúc giống như "một sự tiến hóa theo một cách an toàn mà không quá rõ ràng" thay vì tôn vinh cô với vai trò "ca sĩ kiêm nhạc sĩ nhạc root". Ca khúc được Rodrigo sáng tác lần đầu vào tháng 12 năm 2022 và hoàn thành giai đoạn thu âm vào cuối tháng 1 năm 2023.
Ảnh bìa của bài hát khá giống với kết cấu như trong tấm áp phích của bộ phim kinh dị năm 1968 Dracula Has Risen from the Grave khi cả hai đều ăn theo sắc thái đen trắng. Bìa mô tả Rodrigo với đôi môi sẫm màu và hai chiếc băng keo cá nhân màu tím được vắt chéo qua cổ. Steffanee Wang từ tạp chí Nylon đã khẳng định ảnh bìa có thể mang hướng theo phong cách gothic. Trong khi một số nhà phê bình lại ám chỉ hai chiếc băng cá nhân chính là vị trí bị ma cà rồng cắn. Vào ngày 20 tháng 6, Rodrigo đăng tải một bài viết lên tài khoản Instagram của mình với ba dòng chữ "How do you lie?", một trong những câu hát của ca khúc đã được hé lộ. Ngày hôm sau, một đoạn video 15 giây mô tả một người đang gọi cho Rodrigo và một đoạn trong ca khúc đã được phát khi nhạc chờ đổ chuông. Đến ngày 30 tháng 6 năm 2023, Rodrigo đã hợp tác với YouTube Shorts để ra mắt thử thách "#vampireOR2", một thử thách trực tuyến dành riêng cho nền tảng này.

## Xây dựng và cảm hứng

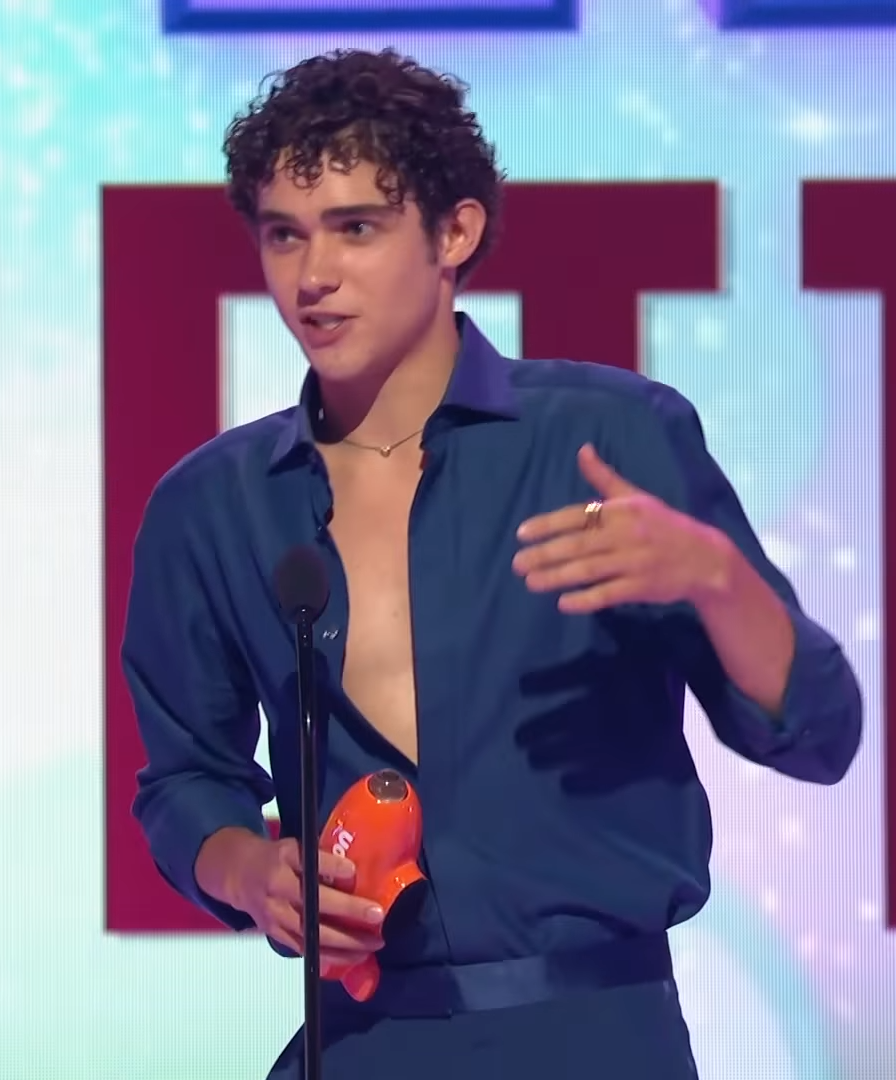
Joshua Bassett tại lễ trao giải Kids' Choice Awards. Anh được cho là tiền đề và là nhân tố để Rodrigo đề cập đến trong ca khúc "Vampire".

"Vampire" có thời lượng khoảng 3 phút 39 giây. Nigro phần lớn đều đảm nhiệm cho vai trò sản xuất và lập trình tiếng trống. Ngoài ra, Nigro cũng chơi một số loại nhạc cụ như guitar, guitar bass, nhạc cụ gõ, piano và synthesizer. Benjamin Romans thì đánh piano, Paul Cartwright chơi viola và vĩ cầm, Sam Stewart chơi guitar điện và Sterling Laws đánh trống. Ca khúc được thu âm và phối âm tại phòng thu Amusement Studios ở Thành phố Los Angeles bởi Serban Ghenea.
"Vampire" là một bài hát thuộc nhiều thể loại được hỗ trợ bởi hai dòng nhạc chính là pop và rock như goth-esque pop và nhạc pop rock. Theo như thông tin do công ty Geffen Records đăng tải trên trang Musicstax, ca khúc được viết ở nhịp 4
4 theo giọng Fa trưởng với tiết tấu chậm rãi là 67 nhịp mỗi phút trong thời gian phổ biến. Jason Lipshutz từ tạp chí Billboard đã so sánh đoạn mở đầu của ca khúc khá tương đồng với bài "Drivers License" khi cả hai đều bắt đầu bằng một khúc nhạc dạo với những giai điệu piano đầy sâu lắng. Kế tiếp đó là những tiếng synthesizer được đánh với âm lượng lớn dần rồi lại chuyển sang giai điệu piano được pha trộn thêm với những nhịp trống ngắt quãng. Sau phiên khúc đầu tiên, từ phần điệp khúc tiếp theo trở đi, ca khúc đạt đến cao trào với những lớp trống mạnh mẽ hòa vào nhau. Tiếng violin hòa trộn vào cùng với guitar điện khiến cho bài hát như một bản hùng ca pop-rock đầy bồn chồn với giọng ca đầy kịch tính và bi thương.
Trong bài hát, Rodrigo sử dụng những ngôn từ chỉ trích với con "ma cà rồng" vốn là để ẩn dụ cho người yêu cũ của cô ấy. Trong phiên bản sạch của bài hát, những lời nói mang tính thô tục như "fame fucker" thì được đổi thành "dream crusher", còn từ "goddamn" thì chỉ được rút ngắn lại thành "damn". Rodrigo cũng ví mối tình cũ của mình như một "kẻ hút máu" khi chỉ hiện nguyên hình vào ban đêm như trong đoạn điệp khúc: "I should've known it was strange / You only come out at night". Cô cạn kiệt chính mình, nhớ lại những khoảng thời gian trước khi bị lợi dụng: "Went for me and not her / 'Cause girls your age know better". Cuối cùng, Rodrigo khép lại ca khúc với một câu kết tội: "Bloodsucker, fame fucker, bleedin' me dry like a goddamn vampire". Rodrigo giải thích có "rất nhiều truyền thuyết về ma cà rồng để có thể sử dụng" và cô đã tìm ra một truyền thuyết "thú vị" để sáng tác. Cô và Nigro cũng hé lộ tầm nhìn của  mình về bài hát, Rodrigo tô điểm thêm kỹ thuật "crescendo theo thời gian" nhằm để "lột tả rõ cơn giận đang dồn nén khi bạn phải đối mặt với một tình huống".

## Đánh giá chuyên môn
Sau khi ra mắt, "Vampire" đa số đều nhận được sự hoan nghênh cũng như những phản hồi tích cực từ giới phê bình. Laura Snapes từ tờ The Guardian đã phong tặng cho ca khúc 5/5 sao và cho rằng, "đoạn tiền điệp khúc luôn mang lại cảm giác mơ hồ mỗi khi nghe" và cô gọi nó chính là điểm nhấn của Rodrigo. Một bản nhạc mang nhiều vết thương cũng như là một lời nhắc nhở về những mối đe dọa đang ảnh hưởng tới những cô gái trẻ". Quinn Moreland từ trang Pitchfork đã gọi ca khúc là "Bài Hát Mới Hay Nhất" và phải thừa nhận cho sự ăn ý giữa Rodrigo và Nigro. Bà còn viết, "Có một loại logic cảm xúc được kết cấu chậm rãi bên trong cấu trúc của bài hát, đặc biệt là phần điệp khúc có thể gây chú ý ngay cả khi nó được xây dựng để tạo ra vài hình ảnh trực tiếp".
Abby Jones và Jo Vito từ trang Consequence đều bị ấn tượng trước "Vampire", cả hai đều nhấn mạnh rằng, ca khúc được xây dựng dựa trên âm lượng và "bùng nổ thành một phương tiện truyền tải cho màn trình diễn đầy bộc trực, cảm xúc của Rodrigo". Họ cũng đánh giá cao phần phiên khúc và coi nó như một "sự cải biên để mở ra một đợt nhịp mạnh năng lượng cao" và so sánh nó với các bài hát mang tính vui vẻ từ album Sour. Justin Curto từ trang Vulture đã ghi nhận "Vampire" như một "màn trình diễn đầy đủ, với mỗi câu hát lại vắt kiệt cảm xúc hơn những câu trước" và cho rằng, khí chất trữ tình của Rodrigo có thể "giữ được tính đặc trưng của những ca khúc trong Sour trong khi lại chứa đựng nhiều sức mạnh thông minh hơn".

### Giải thưởng
| Năm  | Giải thưởng            | Hạng mục                | Kết quả      | Nguồn  |
| ---- | ---------------------- | ----------------------- | ------------ | ------ |
| 2023 | MTV Video Music Awards | Video của năm           | Chưa công bố | [ 39 ] |
| 2023 | MTV Video Music Awards | Bài hát của năm         | Chưa công bố | [ 39 ] |
| 2023 | MTV Video Music Awards | Video pop xuất sắc nhất | Chưa công bố | [ 39 ] |
| 2023 | MTV Video Music Awards | Biên tập xuất sắc nhất  | Chưa công bố | [ 39 ] |
| 2023 | MTV Video Music Awards | Quay phim xuất sắc nhất | Chưa công bố | [ 39 ] |
| 2023 | MTV Video Music Awards | Ca khúc Mùa hè          | Chưa công bố | [ 40 ] |

## Diễn biến thương mại
Sau hai tuần ra mắt, "Vampire" ra mắt ở vị trí đầu bảng trên Billboard Hot 100 của Mỹ với 26,000 bản được bán ra, trong số đó có 17,000 đơn vị album tương đương và hơn 9,000 lượt tải xuống kỹ thuật số. Ngoài ra, đĩa đơn cũng ra mắt ở vị trí quán quân trên bảng xếp hạng Streaming Songs và thu được hơn 35,5 triệu lượt phát trực tuyến trên nhiều nền tảng âm nhạc điện tử. Tại Canada, bài hát đứng đầu bảng xếp hạng Canadian Hot 100 và trở thành đĩa đơn quán quân thứ ba của Rodrigo tại quốc gia này.
Tại Ý, "Vampire" nhận được hơn 26,3 triệu lượt nghe trên đài EarOne trong tuần đầu tiên phát thanh. Tại Anh Quốc, bài hát cũng đạt vị trí quán quân trên bảng xếp hạng UK Singles Chart và đứng trụ được chín tuần trên bảng xếp hạng. Ngoài ra, "Vampire" còn được trao chứng nhận Bạc từ Tổ chức Công nghiệp ghi âm Anh khi đã bán được với doanh số bán hàng là 200,000 bản.

## Video âm nhạc

Một cảnh quay của video cho thấy Rodrigo đang trình diễn trên sân khấu.

Vào ngày 27 tháng 6 năm 2023, Rodrigo đã đăng tải một đoạn video ngắn trên nền tảng YouTube Shorts, video mô tả Rodrigo trên chiếc màn hình quay phim đang nằm trên một bãi cỏ trước khi bị làn sương mù màu xanh bao phủ trong khi đoạn nhạc 'Vampire' dồn dập đang được phát trong nền. Tạp chí Billboard sau đó đã phỏng đoán video trên chính là video ca nhạc sắp tới của ca khúc. Đến ngày 29 tháng 6, Rodrigo đăng thêm một đoạn video trên tài khoản Instagram cá nhân, trong video là một cảnh màn đêm tĩnh lặng, sau đó là Rodrigo đang nằm dưới ánh trăng tròn trong khi phần nhạc dạo của khúc bắt đầu nổi lên. Video được đạo diễn bởi Petra Collins, người từng đảm nhận phần hình ảnh cho Rodrigo trong các đĩa đơn như "Good 4 U" và "Brutal". Vài giờ trước khi phát hành, Rodrigo đã công chiếu video này tại một sự kiện YouTube Space độc quyền ở phố Playa Vista, Los Angeles. Vào lúc 12 giờ EST ngày 30 tháng 6, video chính thức ra mắt trên nền tảng Vevo.
Video được quay tại thành phố Los Angeles, dù nội dung đơn giản nhưng lại tạo được bất ngờ cho người xem. Ở những giây đầu tiên là một màn đêm tĩnh lặng, văng vẳng những tiếng ve và mặt trăng tròn trên bầu trời. Sau đó ống kính bắt đâu tập trung vào Rodrigo, bắt trọn gương mặt cô đang nằm ngửa mình hướng tầm nhìn về phía Mặt Trăng và bầu trời. Đến các cảnh quay sau đó, góc máy dần tiến ra xa, Rodrigo thì đang mặc bộ đồ trắng, trên tay cầm micro và đang trải mình trên một bãi cỏ giữa khu rừng hoang vắng. Đột nhiên, một chiếc đèn đập mạnh vào người nữ ca sĩ và người xem nhận ra, cô đang vào vai ca sĩ và đang trình diễn trên sân khấu trước sự tán dương của hàng chục khán giả.
Khi nhịp điệu dồn dập dần tăng tốc, sau cú va chạm, dù nữ ca sĩ đứng dậy với cơ thể bị chấn thương nhưng cô vẫn tiếp tục màn trình diễn. Dưới khán đài, người xem đi từ hoang mang đến mừng rỡ rồi cuối cùng lại lo sợ cho tình trạng của cô. Đột nhiên, những người trong ê-kíp tiến ra sân khấu, yêu cầu Rodrigo dừng lại. Cô trở nên hoảng loạn và quyết định bỏ chạy khỏi ánh đèn sân khấu. Cuối cùng, video khép lại với hình ảnh Rodrigo đứng một mình giữa thành phố nhưng lại cảm thấy rất hạnh phúc. Rodrigo mỉm cười vì cảm thấy mình hoàn toàn tự do, không còn phải lệ thuộc vào bất cứ ai.

## Biểu diễn trực tiếp
Rodrigo từng trình diễn "Vampire" lần đầu tiên trên piano, video về màn trình diễn đã được phát hành trên kênh YouTube vào ngày 6 tháng 7 năm 2023.

## Đội ngũ thực hiện
Đội ngũ thực hiện được ghi chú dựa trên Qobuz.
- Dan Nigro – hát nền, sản xuất, sáng tác, sản xuất thanh nhạc, chơi guitar, bass, nhạc cụ gõ, dương cầm, synthesizer, lập trình trống
- Olivia Rodrigo – sáng tác, hát chính
- Benjamin Romans – đánh dương cầm
- Paul Cartwright – chơi viola, vĩ cầm
- Sam Stewart – chơi guitar điện
- Sterling Laws – đánh trống
- Serban Ghenea – phối khí

## Bảng xếp hạng
| Bảng xếp hạng (2023)                      | Thứ hạng |
| ----------------------------------------- | -------- |
| Anh Quốc (OCC Singles)                    | 1        |
| Áo (Ö3 Austria Top 40)                    | 8        |
| Ba Lan (Streaming Top 100)                | 22       |
| Bỉ (Ultratop 50 Flanders)                 | 31       |
| Bỉ (Ultratop 50 Wallonia)                 | 4        |
| Bồ Đào Nha (AFP)                          | 7        |
| Canada (Billboard CHR/Top 40)             | 3        |
| Canada (Canadian Hot 100)                 | 1        |
| Canada (Billboard Hot AC)                 | 10       |
| Cộng hòa Séc (Rádio Top 100)              | 47       |
| Cộng hòa Séc (Singles Digitál Top 100)    | 23       |
| Croatia (HRT)                             | 10       |
| Đan Mạch (Hitlisten)                      | 30       |
| Đức (Offizielle Deutsche Charts)          | 10       |
| Hà Lan (Dutch Top 40)                     | 14       |
| Hà Lan (Single Top 100)                   | 7        |
| Hàn Quốc (Circle)                         | 177      |
| Hoa Kỳ (Billboard Adult Contemporary)     | 16       |
| Hoa Kỳ (Billboard Adult Top 40)           | 5        |
| Hoa Kỳ (Billboard Dance/Mix Show Airplay) | 18       |
| Hoa Kỳ (Billboard Global 200)             | 1        |
| Hoa Kỳ (Billboard Hot 100)                | 1        |
| Hoa Kỳ (Billboard Mainstream Top 40)      | 2        |
| Hồng Kông (Billboard)                     | 15       |
| Hungary (Single Top 40)                   | 14       |
| Hy Lạp (IFPI International)               | 3        |
| Iceland (Plötutíðindi)                    | 9        |
| Ireland (IRMA)                            | 1        |
| Israel (Media Forest)                     | 1        |
| Latvia (EHR)                              | 12       |
| Latvia (LAIPA Airplay)                    | 6        |
| Latvia (LAIPA)                            | 9        |
| Liban (Lebanese Top 20)                   | 5        |
| Litva (AGATA)                             | 19       |
| Luxembourg (Billboard)                    | 10       |
| Malaysia (Billboard)                      | 5        |
| Malaysia (RIM International)              | 2        |
| MENA (IFPI)                               | 16       |
| Na Uy (VG-lista)                          | 10       |
| Nam Phi (Billboard)                       | 24       |
| New Zealand (Recorded Music NZ)           | 1        |
| Nga (TopHit Airplay)                      | 30       |
| Nhật Bản (Billboard Hot Overseas)         | 1        |
| Nigeria (TurnTable Top 100)               | 64       |
| Panama (PRODUCE)                          | 45       |
| Pháp (SNEP)                               | 45       |
| Phần Lan (Suomen virallinen lista)        | 37       |
| Philippines (Billboard)                   | 5        |
| Singapore (RIAS)                          | 3        |
| Slovakia (Rádio Top 100)                  | 72       |
| Slovakia (Singles Digitál Top 100)        | 23       |
| Thụy Điển (Sverigetopplistan)             | 23       |
| Thụy Sĩ (Schweizer Hitparade)             | 15       |
| Úc (ARIA)                                 | 1        |
| Việt Nam (Vietnam Hot 100)                | 3        |
| Ý (FIMI)                                  | 69       |

| Bảng xếp hạng (2023) | Thứ hạng |
| -------------------- | -------- |
| CIS (TopHit)         | 37       |
| Nga (TopHit Airplay) | 37       |
| Hàn Quốc (Circle)    | 198      |

| Quốc gia                                                    | Chứng nhận | Số đơn vị/doanh số chứng nhận |
| ----------------------------------------------------------- | ---------- | ----------------------------- |
| Anh (BPI)                                                   | Bạc        | 200,000‡                      |
| Canada (Music Canada)                                       | Bạch kim   | 80,000‡^                      |
| New Zealand (RMNZ)                                          | Vàng       | 15,000‡                       |
| ‡ Chứng nhận dựa theo doanh số tiêu thụ và phát trực tuyến. |            |                               |

## Lịch sử phát hành
| Quốc gia | Ngày phát hành      | Định dạng                                 | Hãng đĩa  | Nguồn   |
| -------- | ------------------- | ----------------------------------------- | --------- | ------- |
| Toàn cầu | 30 tháng 6 năm 2023 | 7-inch CD tải kĩ thuật số phát trực tuyến | Geffen    | [ 29 ]  |
| Ý        | 7 tháng 7 năm 2023  | Radio airplay                             | Universal | [ 113 ] |
| Anh Quốc | 29 tháng 8 năm 2023 | Cassette                                  | Polydor   | [ 114 ] |